# Oreneta cuablanca asiàtica
L'oreneta cuablanca asiàtica (Delichon dasypus) és una espècie d'ocell de la família dels hirundínids (Hirundinidae). Es reprodueixen a l'Himàlaia i a l'Àsia central i Oriental, i passa l'hivern al peu de muntanya o al sud-est asiàtic. Els seus hàbitats principals són els roquissars, els cursos d'aigua i les àrees urbanes. El seu estat de conservació es considera de risc mínim.